# Stephanoceros fimbriatus
Stephanoceros fimbriatus ist die einzige Art der Gattung Stephanoceros aus dem Stamm der Rädertierchen (Rotatoria).

## Beschreibung
Die Tiere werden 1000 bis 1500 µm groß. Sie leben sesshaft in zarten Gallerttönnchen, die erst durch Detritusauflagerungen sichtbar werden. Die Tiere haben einen Fangtrichter und einen Kauapparat wie Collotheca. Über dem Fangtrichter befinden sich fünf bewimperte, lange Fangarme. An jedem Fangarm befinden sich 19 Paare langer Wimpernbüschel, die alle nach außen zeigen; kürzere Borsten weisen nach innen. Die Lebenserwartung liegt bei zehn bis 14 Tagen.

### Fangtechnik
Die Tiere schleudern die Beute mit den Außenwimpern in die aus den Fangarmen gebildete Reuse, die Außenwimpern kreuzen sich dann und bilden mit den Innenwimpern einen unentrinnbaren Käfig. Gefangen werden vor allem Flagellaten, Algen, Wimpertierchen und andere, kleinere Rädertierchen.

## Verbreitung
Die Tiere leben in nährstoffreichen Gewässern und hängen an Tausendblatt, Wasserlinsen, Seerosen sowie Laichkräutern.